# Clitocybe fennica
Clitocybe fennica är en svampart som tillhör divisionen basidiesvampar, och som beskrevs av Harmaja. Clitocybe fennica ingår i släktet Clitocybe, och familjen Tricholomataceae. Arten har ej påträffats i Sverige.